# 柴本優澄美
柴本 優澄美（しばもと ゆずみ、1995年9月13日 -）は、女優。劇団四季所属。

## 出演

### 舞台
- 今日われ生きてあり（2005年）地頭所洋子役
- フェストオペラ （2007年 イクスピアリ） - 少女 （真嶋優とのダブルキャスト）
- コーラスライン - ビッキー
- 王子とこじき - 女性アンサンブル
- 王様の耳はロバの耳 - ナタネ
- エビータ - 女性アンサンブル
- キャッツ[1] - シラバブ
- バケモノの子（2022年） - 楓[2]
- ゴースト＆レディ（2025年） - エイミー

### テレビドラマ
- 西遊記（2006年、フジテレビ）第3話 - 幼少時の三蔵法師 役
- 愛と死をみつめて （2006年、テレビ朝日） - 幼少時の大島みち子 役
- がきんちょ〜リターン・キッズ〜（2006年、TBS）第5話 - オーディション受験者 役
- 牙狼<GARO>スペシャル 白夜の魔獣（2006年、ファミリー劇場） - 山刀鈴 役[3]

### 映画
- 牙狼外伝 桃幻の笛（2013年、東北新社）- 鈴 役

### CM
- ネスレ キットカット（2005年）